# 島津忠敬
島津 忠敬（しまづ ただゆき）は、今和泉島津家第12代当主。第10代当主・島津忠剛の庶子、母は河野通記の娘。
安政6年（1859年）、兄忠冬の没後、その家督を継いで今和泉家当主となった。文久3年（1863年）、薩英戦争に従軍して活躍している。薩摩藩主島津忠義の弟にあたる姪婿の島津忠欽が跡を継いだ。異母妹に第13代将軍徳川家定の正室となった天璋院（於一、篤姫）がいる。
島津久光はかつては読みが同じ忠教（ただゆき）を名乗っていたが、別人である。

## 関連作品
- 『篤姫』（2008年、NHK大河ドラマ、演：岡田義徳）